# Нобутаке Кондо
Нобутаке Кондо (яп. 近藤 信竹; 25 вересня 1886, Осака, Японська імперія — 19 лютого 1953, Токіо, Японія) — японський флотоводець і військовий діяч, адмірал (29 квітня 1943) Імперського флоту Японії, учасник Другої світової війни, яку зустрів на посаді командира 2-о флоту. Маючи доволі великий авторитет серед офіцерів та рядових матросів, фактично був другою після Ісороку Ямамото особою на флоті. 

## Ранні роки
Нобутаке Кондо народився 25 вересня 1886 року в місті Осака (регіон Кінкі, що на острові Хонсю). По завершенню школи вступив до Військової академії флоту Японії, увійшовши до складу 35-о випуску. Закінчив навчання 1907 року, ставши першим за успішністю серед усіх курсантів свого потоку. Отримавши звання мічмана, був направлений на крейсер Іцукусіма, а потім — на лінкор Мікаса. Пізніше служив на крейсері Асо, есмінці Кісарагі та лінкорі Конго. 

## Подальша кар'єра
У період із 1912 року до 1913 року працював військовим аташе при посольстві у Британії. Після повернення додому протягом певного часу служив на кораблі Фусо, а надалі обіймав ряд штабних посад на початку Першої світової війни. 1916 року був направлений на Акіцусіму, де був головним офіцером артилерії. По завершенню конфлікту навчався у штабному коледжі, а 1 грудня 1919 року отримав звання лейтенанта. 

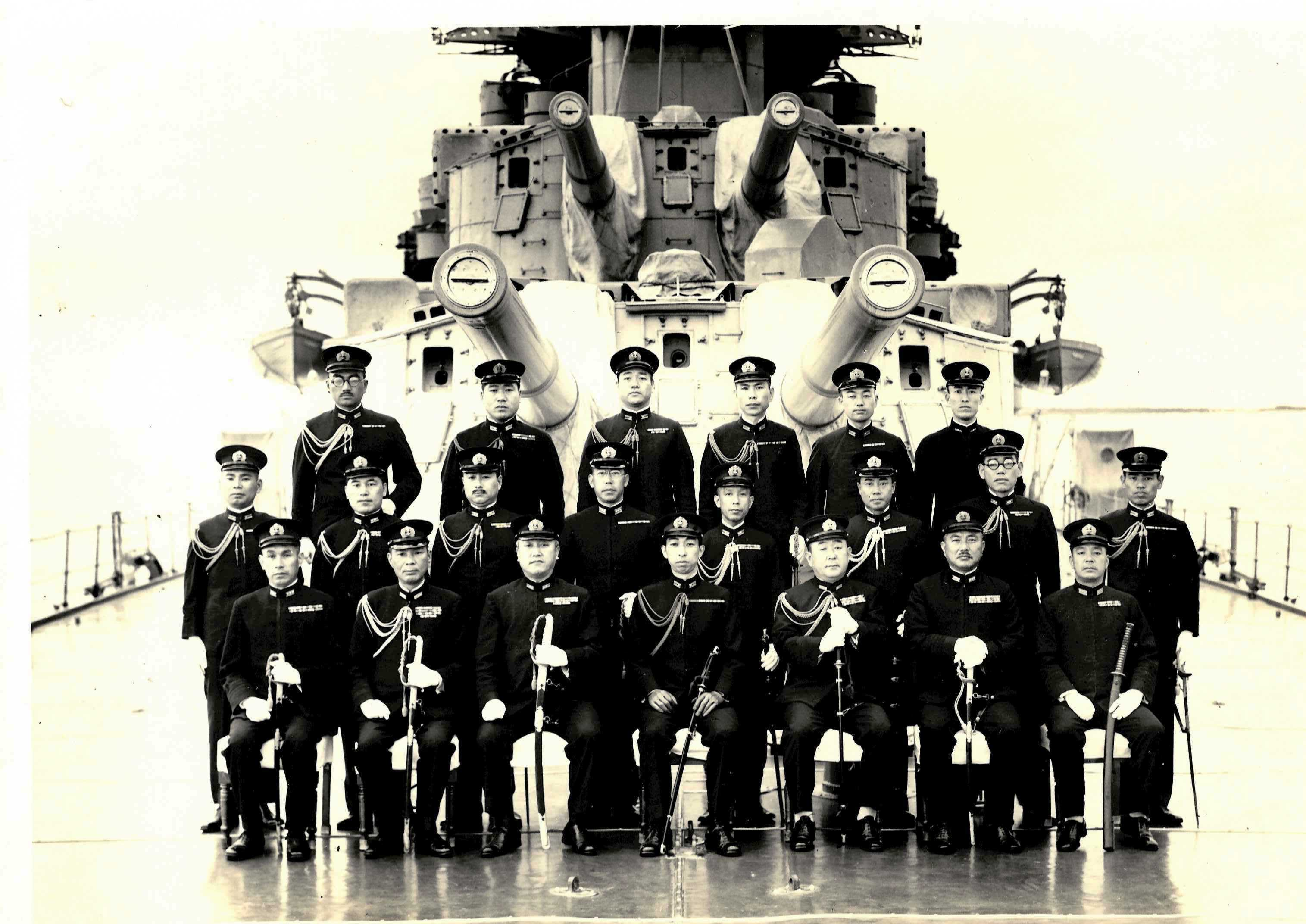
Нобутаке Кондо (третій ліворуч у першому ряду) разом зі штабом 5-о флоту, 1939 рік

1920 року відправився разом із делегацією до Європи, де мав слідкувати за дотриманням Німеччиною умов Версальського мирного договору. Повернувшись до Японії 1923 року, протягом шести місяців служив на лінкорі Муцу, а вже 1 грудня того ж року був підвищений. Із 1 січня 1924 року служив у ролі особистого ад'ютанта принца Хірохіто. Через рік став інспектором у Військовій академії флоту Японії та отримав звання капітана І рангу, а тоді був переведений до Генерального штабу флоту. 1929 року назначений командиром корабля Како, а 1932 року — Конго. 
15 листопада 1933 року Кондо було присвоєно звання контрадмірала. 1935 року став начальником штабу Об'єднаного флоту, а 15 листопада 1937 року отримав звання віцеадмірала.
1937 року очолив 5-й флот і брав участь у війні з Китаєм. Керував японськими військами у битві за острів Хайнань та операціях на півдні Китаю.

## Друга світова війна
На початку війни зі США командував 2-м флотом, керував вторгненням до Малайї, на Філіппіни та до Голландської Ост-Індії, особисто керував рейдом в Індійський океан. Під час битви за Мідвей командував силами прикриття, проте через стрімкий розвиток подій фактично участі у прямих сутичках із американськими кораблями не брав. 

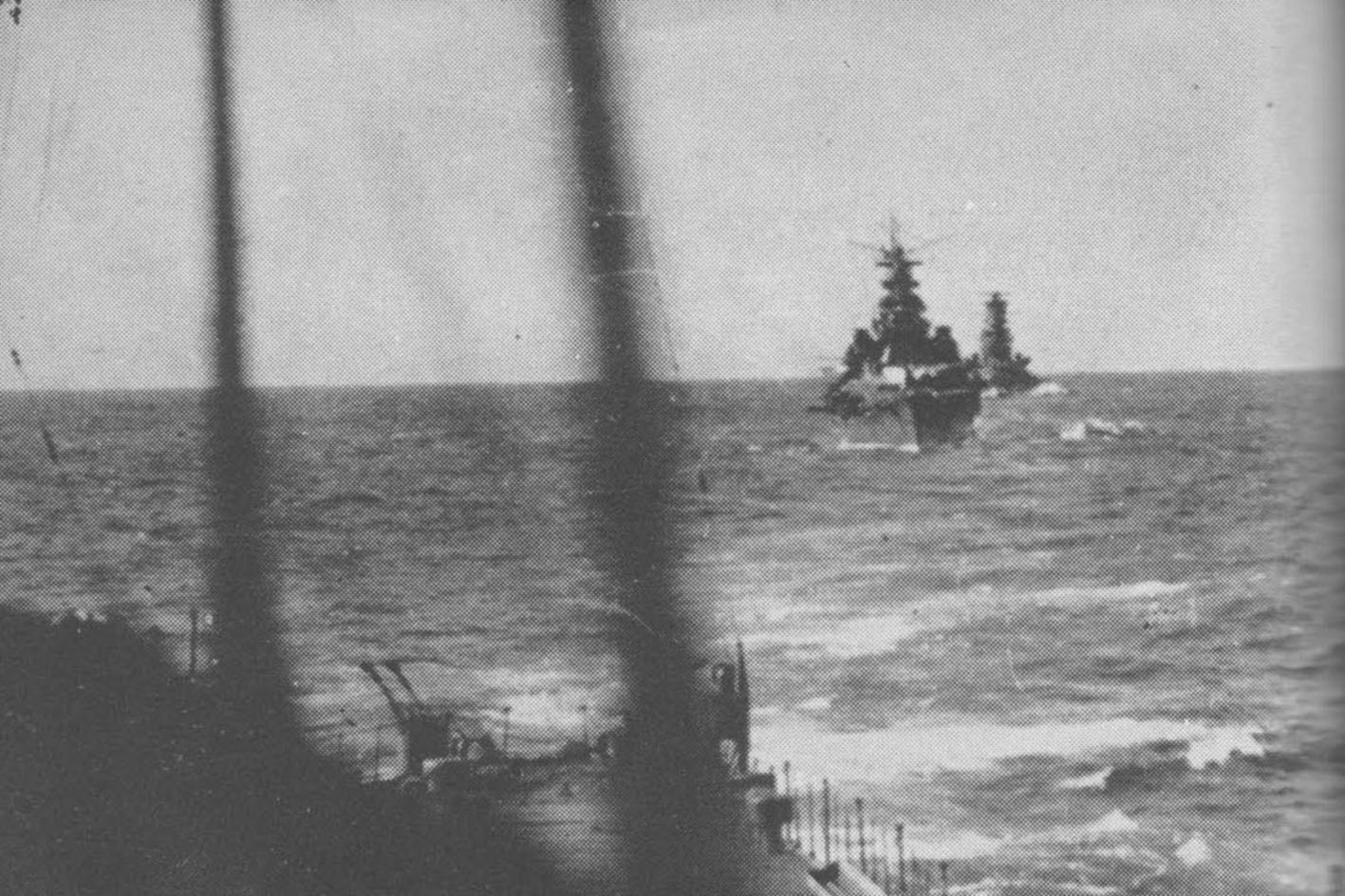
Японські кораблі під командуванням Кондо атакують у битві за Гуадалканал

Згодом флот Кондо брав участь у битвах за східні Соломонові острови та за острови Санта-Крус, зіграв провідну роль у битві за Гуадалканал. Так під час другої битви за острів, яка мала місце 14-15 листопада 1942 року, Нобутаке особисто вів у бій лінкор Кірісіма та крейсери Атаго, Нагара, Сендай і Такао у вирішальний бій. Проте, не оцінивши належним чином усі обставини, зіткнувся з групою американських лінкорів і зазнав поразки, що фактично визначило подальшу долю операції.
Невдовзі після невдачі у битві за Гуадалканал Кондо був усунутий від командування та знятий із усіх посад. Проте все ж командування змилувалося над ним. Наприкінці 1942 року Нобутаке був призначений заступником адмірала Ісороку Ямамото. 29 квітня 1943 року Кондо і сам отримав звання адмірала. У грудні 1943 року він очолив флот Китайського регіону і був його командиром до травня 1945 року, коли отримав призначення до Вищої військової ради.
Після завершення Другої світової війни Кондо жив у Токіо, де й помер 19 лютого 1953 року. 